# Mangas (distrito)
Mangas é um distrito peruano localizado na Província de Bolognesi, departamento Ancash. Sua capital é a cidade de Mangas.

## Transporte
O distrito de Mangas não é servido pelo sistema de estradas terrestres do Peru.